# Stenopterosia angustipennis
Stenopterosia angustipennis är en fjärilsart som beskrevs av Joannis 1928. Stenopterosia angustipennis ingår i släktet Stenopterosia och familjen björnspinnare. Inga underarter finns listade i Catalogue of Life.